# 御木本幸吉
御木本 幸吉（みきもと こうきち、1858年3月10日（安政5年1月25日） - 1954年（昭和29年）9月21日）は、日本の実業家。真珠の養殖とそのブランド化などで富を成した人物である。御木本真珠店（現・ミキモト）創業者。ミキモト・パール、真珠王とも呼ばれた。

## 生涯

### 誕生

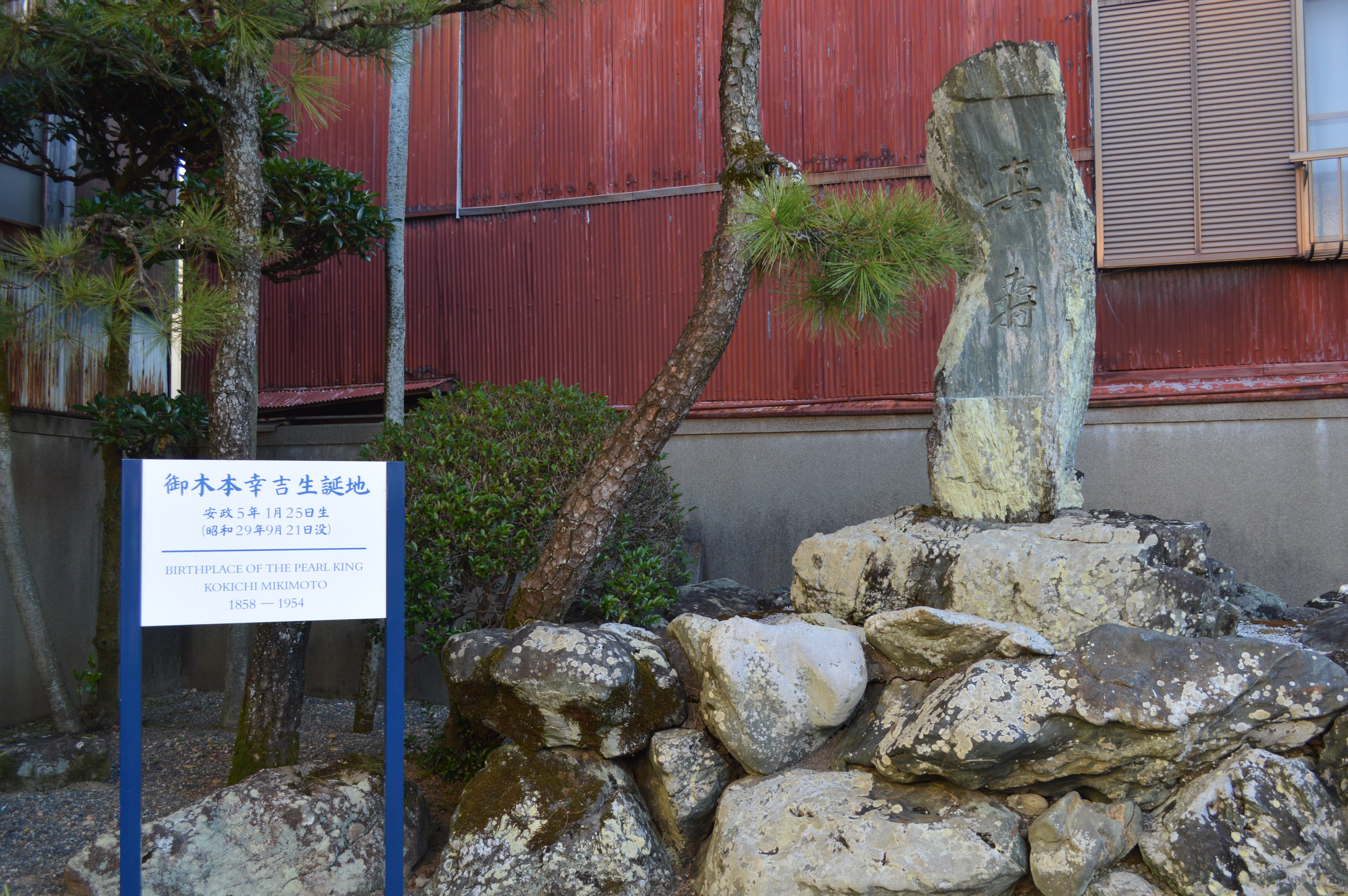
御木本幸吉生誕地

志摩国答志郡鳥羽城下の大里町（現在の三重県鳥羽市鳥羽一丁目）で代々うどんの製造・販売を営む「阿波幸」の長男として生まれた。父は音吉、母はもと。幼名は吉松と名付けられた。父は商売よりも機械類の発明・改良に関心があり、1881年（明治14年）には粉挽き臼の改良により三重県勧業課の表彰を受け賞金100円を授与されている。祖父・吉蔵は「うしろに目があるような人」と言われたように、先が見え商才に恵まれていた。大伝馬船を10艘も持ち石材の運送で儲ける一方、家業のうどん屋のほか薪、炭、青物などの販売を手広く営み財をなしたと伝えられる。幸吉は晩年、「三つ子の魂は祖父に育てられた」と述懐している。正規の教育は受けていないが、明治維新によって失業した士族の栗原勇蔵、岩佐孝四郎らに読み書きソロバン、読書などを習った。

### 商才と向上心と社交性
早くから1杯8厘のうどんでは身代を築くのは無理と分かっていたようで、14歳で家業の傍ら青物の行商を始める。大きな目標を掲げる事で自分自身に課題を与え自らを鼓舞するところがあり、時として大法螺吹きといわれた。足芸（仰向けに寝て足の平で蛇の目傘を回す芸）の披露で、イギリスの軍艦シルバー号へ青果や卵を売り込むのに成功した。また、マスコミを利用する点では今で言うやらせにあたるようなことも考え出し、実行するような勇み足もあったともいわれている。

### 真珠に到る助走路
1876年（明治9年）の地租改正で、納税が米納から金納に変わったのを機会に米が商売の種になるとみて青物商から米穀商に転換。1878年（明治11年）には20歳で家督を相続、御木本幸吉と改名する。同年3月の東京、横浜への旅により天然真珠など志摩の特産物が中国人向けの有力な貿易商品になりうることを確信、海産物商人へと再転身した。海産物商人としての幸吉は自らアワビ、天然真珠、ナマコ、伊勢海老、牡蠣、天草、サザエ、ハマグリ、泡盛など種々雑多な商品を扱う一方、志摩物産品評会、志摩国海産物改良組合の結成などに参加、地元の産業振興に尽力した。その後、志摩国海産物改良組合長、三重県勧業諮問委員、三重県商法会議員などを務め地元の名士になっていた。

### 時代の転換期に
幸吉の飛躍の始まりは明治維新という時代背景がきっかけである。職業選択の自由、身分を越えた結婚が可能になり富国強兵のスローガンの下で海国日本の殖産興業政策により1882年（明治15年）、大日本水産会が創設された。1881年（明治14年）、結婚。妻・うめは当時17歳。鳥羽藩士族・久米盛蔵の娘で新しい学制の小学校とその高等科を出た才女であり、維新以前ではこの結婚は考えられなかった。1883年（明治16年）、父・音吉が54歳で死去。

### アコヤ貝の養殖
世界の装飾品市場では、天然の真珠が高値で取引されており海女が一粒の真珠を採ってくると高額の収入を得られる事から、志摩ばかりでなく全国のアコヤ貝は乱獲により絶滅の危機に瀕していた。この事態を憂慮して1888年（明治21年）6月、第2回全国水産品評会のため上京した折、主催者である大日本水産会の柳楢悦を訪ね指導を仰いだ。幸吉は同年9月11日に貝の養殖を開始したが、真珠を生まない限り商品としての価値が低く、経費倒れに終わった。このため発想を転換し「真珠の養殖」を最終目的に変え、その過程でアコヤ貝の生態を調べながら貝の養殖をすることで当初の目的が採算的にも果たされる事を計画。この目的の為に柳の紹介で東京帝国大学の箕作佳吉と当時大学院生だった岸上鎌吉を1890年（明治23年）に訪ね、学理的には養殖が可能なことを教えられた。

#### 外国での養殖例
中国で実際行われた方法は乾道3年（1167年）に公刊された『文昌雑録』巻第一にその記述がある。仏像真珠（胡州珍珠）と称されて、浙江省で養殖され続けてきたものである。人工で作った珠を貝の中に入れるという方法で、貝付き真珠、一種の半円真珠である。この仏像真珠に関しては清に滞在したキリスト教神父B.E.X.アントレコールが1734年にフランス本国に報告している。また、イギリスのD.T.マッゴーワンは1853年にこの方法を詳しく首都ロンドンの芸術協会に報告している。これらの報告によりヨーロッパでは多数の人々が研究実験を行った。
日本では、1881年（明治14年）11月発行の『海産論』に中国の仏像真珠が図示されていることでもわかるように、ヨーロッパ経由での中国の方法が公知されており、課題は真珠養殖の産業化であった。産業化という国家の要請を背景に、幸吉の情熱と周囲の協力体制での取り組みが結果的に勝っていた事になる。

### 養殖実験開始
1890年（明治23年）、神明浦と相島（おじま、現在のミキモト真珠島）の2箇所で実験を開始した。この時小川多門、猪野三平等が協力した。問題は山積しておりアコヤ貝についての問題、どんな異物を貝に入れるか、貝は異物を吐き出さないか、貝は異物を何処に入れるか、その結果死なないか、貝そのものの最適な生育環境、赤潮による貝の絶滅への対応策等々である。その他の問題としては、海面及び水面下を利用する為の地元漁業者や漁業組合との交渉や役所との折衝には大変な苦労が伝えられている。
1891年（明治24年）、農商務省技手・山本由方による広島県厳島での真珠養殖実験を直接見聞。この時のアコヤ貝は英虞湾から幸吉らが移送に協力した。
1892年（明治25年）7月、東京帝大の佐々木忠次郎から貝の生存環境・養成上多くの示唆を得た。

### 縁者の協力
1893年（明治26年）7月11日、実験中のアコヤ貝の中に半円真珠が付着している貝を発見した。
1896年（明治29年）1月27日、半円真珠の特許（第2670号）取得で世の中に認知された第一歩となった。同年4月21日、妻・うめが32歳で死去。開拓者として当然の事ながら周囲は途方も無い事と感じ直接的に幸吉の作業を手伝う者は身近な親族だけであったが、特許取得をきっかけにまず親族が積極的に関わった。妻の兄であった久米楠太郎、幸吉の次弟・御木本松助夫妻、三弟・森井常蔵夫妻、須藤卯吉、1897年（明治30年）秋には幸吉の五弟・斎藤信吉、1899年（明治32年）には竹内久吉、猪野若造（猪野三平の子息）、藤田嘉助、大谷幸助らが従業員として田徳島（現・多徳島）に移住、「海のものとも山のものともわからぬ事業に一身をかける人間は身内以外にはいなかった」と幸吉の四女・乙竹あいが後に語っている。対して、大林日出雄『御木本幸吉』には「『ヒモのつく恐れのある出資は彼の事業独占を制約することがある』と考えたのではないか」と書かれていて、幸吉が大口出資を断った事実があることを記している。
その他研究には元歯科医だった桑原乙吉、次女みねの夫・西川藤吉が加わる。西川は東京帝大動物学科卒、農商務省に在籍し、箕作の下で真円真珠の科学的研究を行っていたが、1905年（明治38年）の赤潮の調査をきっかけに御木本の元で研究を始めた。しかし1909年（明治42年）6月、35歳で死去。同時代の研究者に見瀬辰平、西川藤吉の研究を引き継いだ藤田輔世、藤田昌世らがいる。

### 出店の歩み

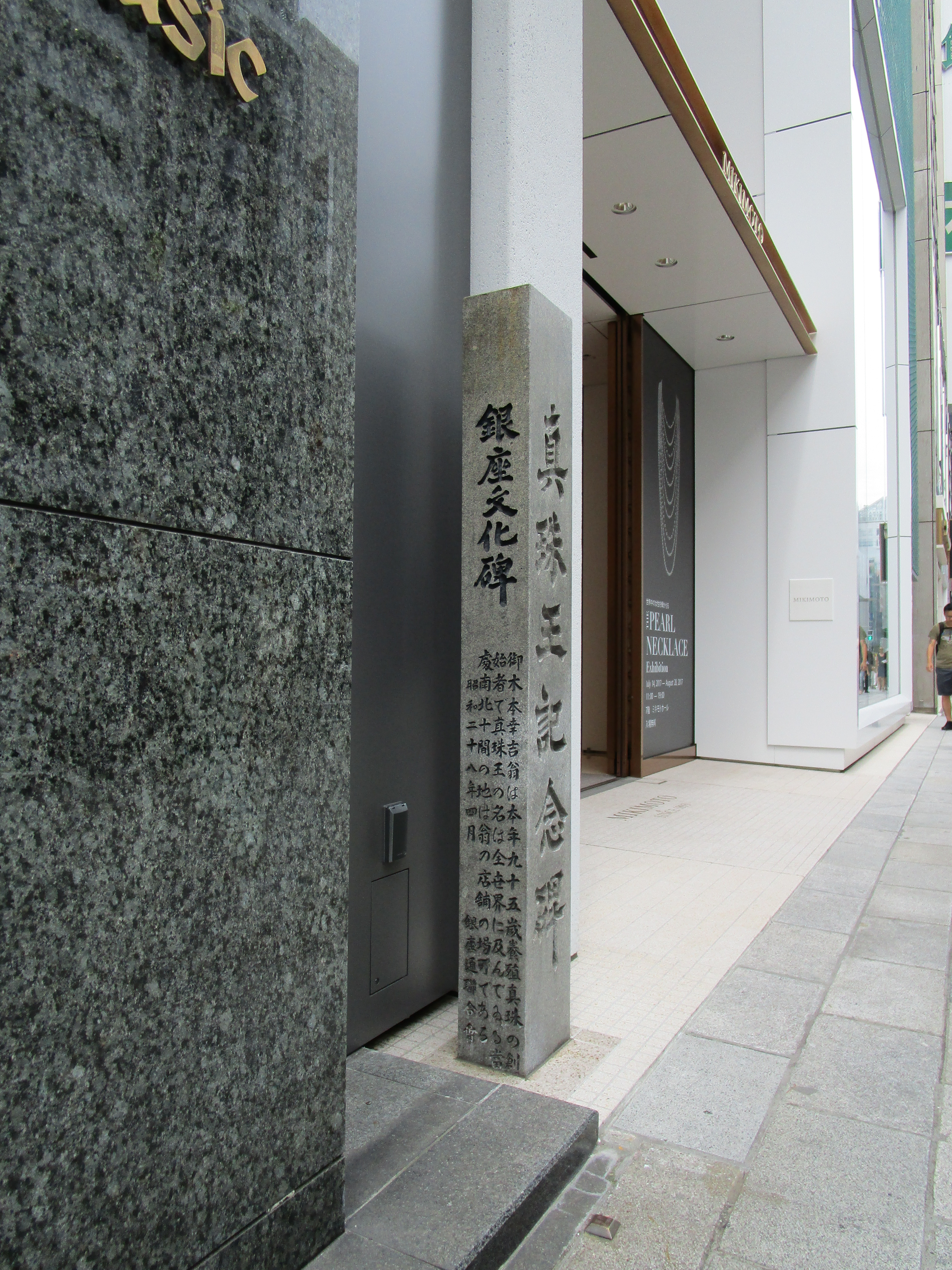
真珠王記念碑。銀座四丁目の、かつて店舗があった場所に立つ。

- 1899年（明治32年） 東京府東京市京橋区弥左衛門町に御木本真珠店（本店）を開設。
- 1902年（明治35年） 御木本真珠店を京橋区元数寄屋町に移転。
- 1906年（明治39年） 御木本真珠店を京橋区銀座四丁目に移転。
- 1907年（明治40年） 市川源次郎専属下請工場を買収し、京橋区築地に御木本金細工工場を開設。
- 1908年（明治41年） 御木本金細工工場を東京市麹町区内幸町に移転。
- 1913年（大正2年） ロンドン支店を開設。大阪府大阪市東区淡路町に大阪支店を開設。
- 1916年（大正5年） 中国視察にでかけ、上海支店を開設。
- 1919年（大正8年） 東京市芝区三田豊岡町に貴金属第二工場を開設。
- 1921年（大正10年） 本店横に御木本装身具店を開設。
- 1923年（大正12年） 貴金属工場を統合して真珠店工場とする。
- 1927年（昭和2年） ニューヨーク支店を開設。
- 1928年（昭和3年） パリ支店を開設。
- 1929年（昭和4年） ボンベイ支店を開設。
- 1931年（昭和6年） ロサンゼルス支店を開設。大阪支店を閉鎖し、兵庫県神戸市神戸区仲町に神戸支店を開設。
- 1933年（昭和8年） シカゴ支店を開設。
- 1937年（昭和12年） ロサンゼルス支店を閉鎖し、サンフランシスコ支店を開設。
- 1942年（昭和17年） 内幸町工場を東京市目黒区上目黒に移転。

### 特許取得
1896年（明治29年）、特許第2670号真珠素質被着法の特許権を取得した。半円真珠の特許といわれているものである。
「真珠と甚だしく等差のない物質、例えば貝殻、硝子、陶磁器または下等の真珠を球形の小粒と成したるものを核となし、これを球のまま、または一部切り落としを設けてその転動することを防ぐようにし食塩にて振揺するか又は濃厚な食塩水に浸したあと、生活せる貝の外套膜に接して挿入し、この核に真珠質を被着せしめ真珠を形成せしむるにあり」（特許第2670号 明治29年1月27日 明治27年11月出願）
この特許取得によって真珠事業の独占が可能となり、御木本は他の事業を整理し、真珠事業に専念することとなった。この後、これにならって真珠養殖を行う者が現れ、幸吉は北村幸一郎他2名を特許侵害で訴えたが大審院で無罪判決が下った。裁判の過程でこの特許の大部分は幸吉が出願した以前から公刊物により周知の事実であったとされた。この無罪判決によって、御木本幸吉の独占の時代が終わり、真珠養殖が大きく広まったとされる。紛争は続いたが特許の存続期間が終了して問題はなくなった。
1916年（大正5年）、特許第3002号真珠素質被着法の特許権を取得。
「本発明は適宜の核を貝の真珠素質分泌細胞組織の皮膜に被包し之を生活せる真珠貝の外套膜の表皮を剖き其部分に密接して圧着し適当時間之を放置したる後海中に放養するときは植皮的に付着発育せしめて容易に真珠袋を形成せしめ核を排出することなく完全なる球形真珠を作り得るにあり。（下略）」（特許第3002号 大正5年9月11日、大正5年5月3日出願）
なお真円真珠についての特許は幸吉の次女の婿である西川藤吉が出願し、相続人である西川真吉が取得したものがある。また桑原乙吉の発明が御木本幸吉名義で出願登録されたものも多い。
御木本幸吉が取得した主要な特許をたどると、
1. 半円真珠から真円真珠に到る特許
2. 特に半円真珠に関わる加工上の特許（容飾真珠）
3. アコヤ貝養殖方法に関する特許（養殖籠・海底いけ籠）
4. 1924年（大正13年）、母貝が子貝を生み育てる為の《仔蟲（しちゅう）被着器》の特許（この発明によって、アコヤ貝の全滅を救う当初の目的が達成されるようになった）

がある。

### 人々の協力
1896年（明治29年）4月の妻・うめの死は痛手であったが、天性の社交性と熱意により多数の人々が幸吉を応援している。養殖に関して一目置いていたのは、7歳年下の小川小太郎（1865年 - 1889年）であった。小川は早くから真珠の養殖に関心を持ち実験もしていたが、24歳で没した。
志摩国答志郡の郡長であった河原田俊蔵は勧業に熱心だった事から勧業郡長とあだなされ、柳に紹介状を書いてくれた。
四日市の万古焼商人だった親友の川村又助はアコヤ貝の中に入れる核の製造に関し協力を惜しまなかった。藤田四郎（1861年 - 1934年）は同郷で藩校・尚志館の句讀師（漢学者）龍蔵の四男、東京帝大卒、農商務省特許局長で（のち事務次官、日本火災社長、台湾製糖社長）、宮内省御用達となる際の保証人になった。
他にも愛知県出身の農商務省局長・織田一（1865年 - 1914年）、埼玉県深谷出身の財界の重鎮・渋沢栄一は幸吉の渡米にあたって発明王・エジソンらに紹介状を書いた。エジソンとの会見では、真珠養殖を驚嘆すべき発明と讃えられたことに対し幸吉はエジソンを巨星に例え、自分は数ある発明家の星の一つに過ぎないと返答したと伝えられている。土佐出身の森村市左衛門は1875年（明治8年）に森村組を創設して日米貿易協会長、日本銀行監事などを務め、当時対米貿易の第一人者といわれていた。その組織を通じて輸出市場の調査や販売の拠点作りに協力した人など多くが助力した。

### 貴族院多額納税者議員
1924年（大正13年）三重県多額納税者として補欠選挙で貴族院議員に互選され、同年12月13日に就任し、公正会に所属して1925年（大正14年）9月28日まで1期在任した。

### 量産体制
1918年（大正7年）、様々な技術的実証の実験の中から良質な真珠が大量に得られるようになった。翌年にはロンドンの宝石市場にも供給できるようになったが、1921年（大正10年）、ヨーロッパの宝石商が天然真珠と見分けのつかない養殖真珠をニセモノ、つまり詐欺であると断定した騒ぎから訴訟に発展した。御木本側ではイギリスではオックスフォード大学のリスター・ジェームソン、フランスではボルドー大学のH・L・ブータンなどの権威者を証人として正論を述べる等して対抗。イギリスの宝石商は訴訟を取り下げたが、フランスは粘り強く拒否を続けた。1924年（大正13年）5月24日、パリで起こした真珠裁判にて天然と養殖には全く違いが無かったという判決を受け全面勝訴した。1927年（昭和2年）、フランスの裁判所から天然と変わらぬものとの鑑定結果の通知を受け、ようやく世界に認められる宝石となった。
1926年には、1万2760個の養殖真珠であしらった五重塔を米国独立150周年記念万国博覧会に出品した。一方で、1932年には日本産の粗悪真珠36貫を兵庫県神戸市で燃やして見せ、ミキモト真珠の品質を世界へアピールした。
生産地も次第に英虞湾を中心とする志摩地方だけでなく、全国的に広げていった。
戦時中は政府に養殖を禁じられた。

### 大往生
第二次世界大戦での日本の降伏後、幸吉は占領軍将校らを多徳養殖場に招き、真珠輸出で外貨を稼ぎ戦後復興に寄与することにも努めた。
1949年（昭和24年）、真珠養殖事業による国際親善に対して中日文化賞受賞。一方、真珠の量産体制は、当時、天然真珠の輸出を最大の事業としていたクウェートなどの中東諸国の経済を破壊した。中東諸国は、真珠に頼らない経済を模索し、そのことが油田開発を後押しした。
幸吉は真珠と真珠貝の養殖成功にとどまらず、真珠を宝石市場の中心に位置させる為のあらゆる努力を惜しまなかった。
1954年（昭和29年）9月21日、幸吉は老衰のため96歳で死去した。持病は胆石があったようで、看病の為に住み込みで身の回りの世話をした女医の話によると「真珠王と言われる方が、あまりにも質素な食事をしておられた事」に驚いたし待遇もしかりという次第であったようである。当時は朝鮮戦争が終わって景気は悪くなかったが、まだ米穀通帳やら外食券食堂があり、旅行には米を持参する時代であった。戒名は真寿院殿玉誉幸道無二大居士。葬儀は幸吉自らの出資と助言で建設された鳥羽小学校校舎で行われた。墓所は青山霊園(1イ11,12-1乙)。
ミキモト真珠島の中には幸吉の銅像が建っている。これは存命中の1953年に建てられた。これとは別に近鉄鳥羽駅前にも1993年に建てられた幸吉の銅像がある。両者はデザインが異なる。

## 家族・親族
幸吉の長男・隆三は一高時代にイギリスの思想家ジョン・ラスキンの著作に出会い、オックスフォード大学留学でラスキンの研究に情熱を注ぎ銀座に開設したラスキン文庫内の喫茶室・ラスキンルームのメニューに《ラスキンサンドウィッチ》と記す程の思い入れが強かった。更に銀座一丁目に「ラスキンカテッジ」、渋谷道玄坂に「ラスキンガーデン」、銀座五丁目に「ラスキンホール」等と次々と開設、しかし1937年（昭和12年）に破産、準禁治産宣告へと至っている。四女あい（1889年12月20日 ‐ 1983年2月21日）の夫は、教育学者の乙竹岩造。幸吉の孫で隆三の息子・美隆の妻はピアニストの御木本澄子。
縁戚関係のある著名人が多数存在するため、下記では親族の範囲に該当する者のみを記載した。
- 御木本音吉（父） - 自営業
- 御木本隆三（長男） - 文学者
- 武藤稲太郎（娘婿） - 海軍軍人
- 西川藤吉（娘婿） - 生物学者
- 池田嘉吉（娘婿） - 実業家
- 乙竹岩造（娘婿） - 教育学者
- 御木本美隆（孫） - 実業家
- 乙竹宏（孫） - 実業家
- 御木本澄子（義孫） - ピアニスト
- 本間利章（義孫） - 実業家
- 御木本香（曾孫） - 実業家
- 春日豊彦（元義曾孫・元養曾孫） - 実業家

## 系譜
|            |            |            |            |            |            |  |  |            |            |            |            |            |            |  |  |            |            |            |            |            |            |  |  |            |            |            |            |            |            |  |  |            |  |  |  |  |  |  |  |
| 御木本音吉 | 御木本音吉 | 御木本音吉 | 御木本音吉 | 御木本音吉 | 御木本音吉 |  |  | 御木本幸吉 | 御木本幸吉 | 御木本幸吉 | 御木本幸吉 | 御木本幸吉 | 御木本幸吉 |  |  | 御木本隆三 | 御木本隆三 | 御木本隆三 | 御木本隆三 | 御木本隆三 | 御木本隆三 |  |  | 御木本美隆 | 御木本美隆 | 御木本美隆 | 御木本美隆 | 御木本美隆 | 御木本美隆 |  |  |            |  |  |  |  |  |  |  |
| 御木本音吉 | 御木本音吉 | 御木本音吉 | 御木本音吉 | 御木本音吉 | 御木本音吉 |  |  | 御木本幸吉 | 御木本幸吉 | 御木本幸吉 | 御木本幸吉 | 御木本幸吉 | 御木本幸吉 |  |  | 御木本隆三 | 御木本隆三 | 御木本隆三 | 御木本隆三 | 御木本隆三 | 御木本隆三 |  |  | 御木本美隆 | 御木本美隆 | 御木本美隆 | 御木本美隆 | 御木本美隆 | 御木本美隆 |  |  |            |  |  |  |  |  |  |  |
|            |            |            |            |            |            |  |  |            |            |            |            |            |            |  |  |            |            |            |            |            |            |  |  |            |            |            |            |            |            |  |  |            |  |  |  |  |  |  |  |
|            |            |            |            |            |            |  |  |            |            |            |            |            |            |  |  |            |            |            |            |            |            |  |  | 御木本澄子 |            |            |            |            |            |  |  |            |  |  |  |  |  |  |  |
|            |            |            |            |            |            |  |  |            |            |            |            |            |            |  |  |            |            |            |            |            |            |  |  |            |            |            |            |            |            |  |  |            |  |  |  |  |  |  |  |
|            |            |            |            |            |            |  |  |            |            |            |            |            |            |  |  |            |            |            |            |            |            |  |  | 隆三の娘   |            |            |            |            |            |  |  |            |  |  |  |  |  |  |  |
|            |            |            |            |            |            |  |  |            |            |            |            |            |            |  |  |            |            |            |            |            |            |  |  |            |            |            |            |            |            |  |  |            |  |  |  |  |  |  |  |
|            |            |            |            |            |            |  |  |            |            |            |            |            |            |  |  |            |            |            |            |            |            |  |  |            |            |            |            |            |            |  |  | 御木本香   |  |  |  |  |  |  |  |
|            |            |            |            |            |            |  |  |            |            |            |            |            |            |  |  |            |            |            |            |            |            |  |  |            |            |            |            |            |            |  |  |            |  |  |  |  |  |  |  |
|            |            |            |            |            |            |  |  |            |            |            |            |            |            |  |  |            |            |            |            |            |            |  |  | 本間利章   |            |            |            |            |            |  |  |            |  |  |  |  |  |  |  |
|            |            |            |            |            |            |  |  |            |            |            |            |            |            |  |  |            |            |            |            |            |            |  |  |            |            |            |            |            |            |  |  | 春日豊彦   |  |  |  |  |  |  |  |
|            |            |            |            |            |            |  |  |            |            |            |            |            |            |  |  |            |            |            |            |            |            |  |  |            |            |            |            |            |            |  |  |            |  |  |  |  |  |  |  |
|            |            |            |            |            |            |  |  |            |            |            |            |            |            |  |  |            |            |            |            |            |            |  |  |            |            |            |            |            |            |  |  | 豊彦の後妻 |  |  |  |  |  |  |  |
|            |            |            |            |            |            |  |  |            |            |            |            |            |            |  |  |            |            |            |            |            |            |  |  |            |            |            |            |            |            |  |  |            |  |  |  |  |  |  |  |
|            |            |            |            |            |            |  |  |            |            |            |            |            |            |  |  | 幸吉の長女 |            |            |            |            |            |  |  |            |            |            |            |            |            |  |  |            |  |  |  |  |  |  |  |
|            |            |            |            |            |            |  |  |            |            |            |            |            |            |  |  |            |            |            |            |            |            |  |  |            |            |            |            |            |            |  |  |            |  |  |  |  |  |  |  |
|            |            |            |            |            |            |  |  |            |            |            |            |            |            |  |  |            |            |            |            |            |            |  |  |            |            |            |            |            |            |  |  |            |  |  |  |  |  |  |  |
|            |            |            |            |            |            |  |  |            |            |            |            |            |            |  |  | 武藤稲太郎 |            |            |            |            |            |  |  |            |            |            |            |            |            |  |  |            |  |  |  |  |  |  |  |
|            |            |            |            |            |            |  |  |            |            |            |            |            |            |  |  |            |            |            |            |            |            |  |  |            |            |            |            |            |            |  |  |            |  |  |  |  |  |  |  |
|            |            |            |            |            |            |  |  |            |            |            |            |            |            |  |  | 幸吉の二女 |            |            |            |            |            |  |  |            |            |            |            |            |            |  |  |            |  |  |  |  |  |  |  |
|            |            |            |            |            |            |  |  |            |            |            |            |            |            |  |  |            |            |            |            |            |            |  |  |            |            |            |            |            |            |  |  |            |  |  |  |  |  |  |  |
|            |            |            |            |            |            |  |  |            |            |            |            |            |            |  |  |            |            |            |            |            |            |  |  |            |            |            |            |            |            |  |  |            |  |  |  |  |  |  |  |
|            |            |            |            |            |            |  |  |            |            |            |            |            |            |  |  | 西川藤吉   |            |            |            |            |            |  |  |            |            |            |            |            |            |  |  |            |  |  |  |  |  |  |  |
|            |            |            |            |            |            |  |  |            |            |            |            |            |            |  |  |            |            |            |            |            |            |  |  |            |            |            |            |            |            |  |  |            |  |  |  |  |  |  |  |
|            |            |            |            |            |            |  |  |            |            |            |            |            |            |  |  | 幸吉の三女 |            |            |            |            |            |  |  |            |            |            |            |            |            |  |  |            |  |  |  |  |  |  |  |
|            |            |            |            |            |            |  |  |            |            |            |            |            |            |  |  |            |            |            |            |            |            |  |  |            |            |            |            |            |            |  |  |            |  |  |  |  |  |  |  |
|            |            |            |            |            |            |  |  |            |            |            |            |            |            |  |  |            |            |            |            |            |            |  |  |            |            |            |            |            |            |  |  |            |  |  |  |  |  |  |  |
|            |            |            |            |            |            |  |  |            |            |            |            |            |            |  |  | 池田嘉吉   |            |            |            |            |            |  |  |            |            |            |            |            |            |  |  |            |  |  |  |  |  |  |  |
|            |            |            |            |            |            |  |  |            |            |            |            |            |            |  |  |            |            |            |            |            |            |  |  |            |            |            |            |            |            |  |  |            |  |  |  |  |  |  |  |
|            |            |            |            |            |            |  |  |            |            |            |            |            |            |  |  | 幸吉の四女 |            |            |            |            |            |  |  |            |            |            |            |            |            |  |  |            |  |  |  |  |  |  |  |
|            |            |            |            |            |            |  |  |            |            |            |            |            |            |  |  |            |            |            |            |            |            |  |  |            |            |            |            |            |            |  |  |            |  |  |  |  |  |  |  |
|            |            |            |            |            |            |  |  |            |            |            |            |            |            |  |  |            |            |            |            |            |            |  |  | 乙竹宏     |            |            |            |            |            |  |  |            |  |  |  |  |  |  |  |
|            |            |            |            |            |            |  |  |            |            |            |            |            |            |  |  |            |            |            |            |            |            |  |  |            |            |            |            |            |            |  |  |            |  |  |  |  |  |  |  |
|            |            |            |            |            |            |  |  |            |            |            |            |            |            |  |  | 乙竹岩造   |            |            |            |            |            |  |  |            |            |            |            |            |            |  |  |            |  |  |  |  |  |  |  |
|            |            |            |            |            |            |  |  |            |            |            |            |            |            |  |  |            |            |            |            |            |            |  |  |            |            |            |            |            |            |  |  |            |  |  |  |  |  |  |  |

- 春日豊彦は、御木本美隆・澄子の養子として御木本豊彦となったが、養子縁組を解消し春日豊彦に戻った。
- 本間香は、御木本豊彦と結婚して御木本香となり、そのまま没した。

## 逸話

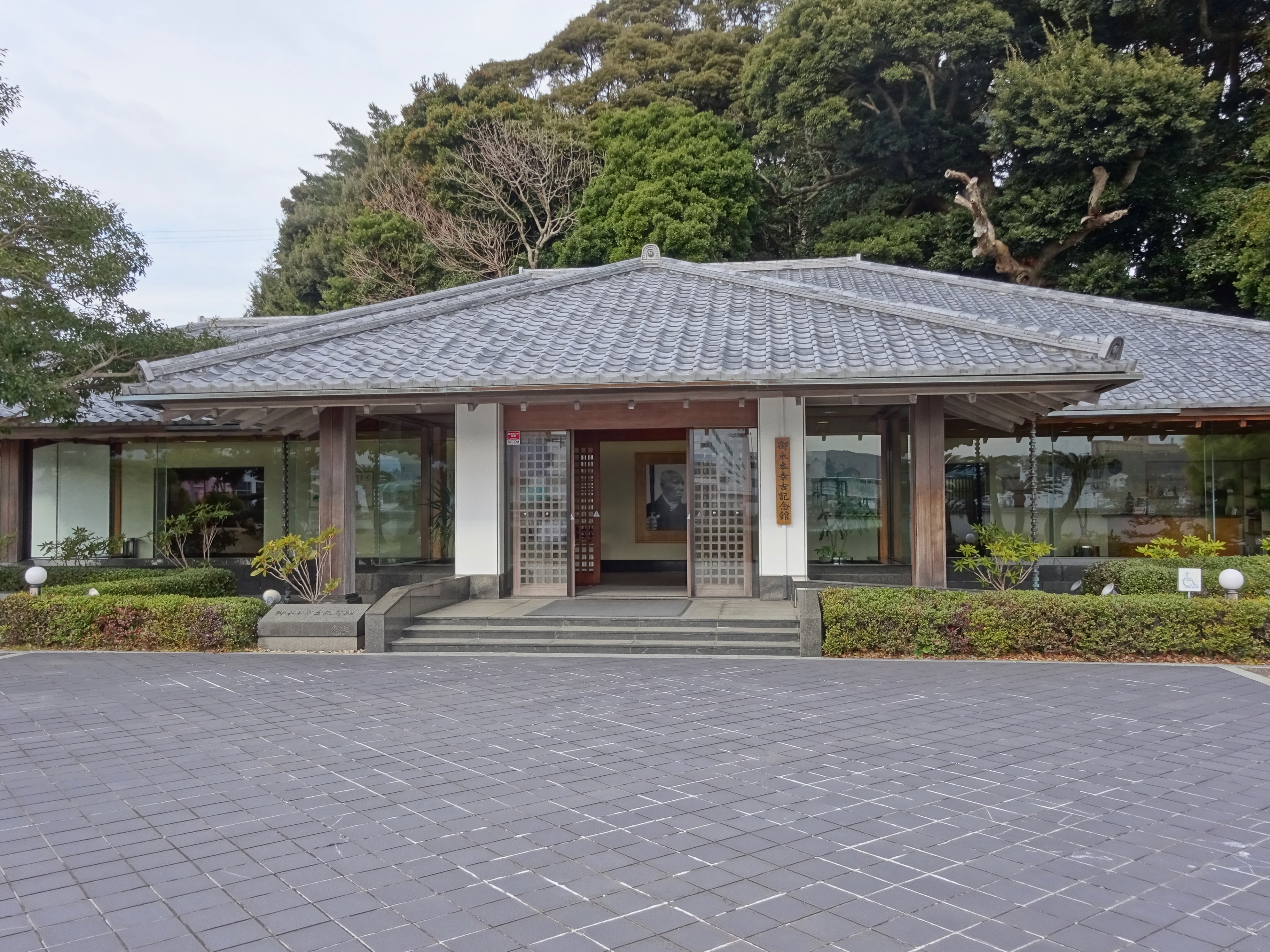
御木本幸吉記念館

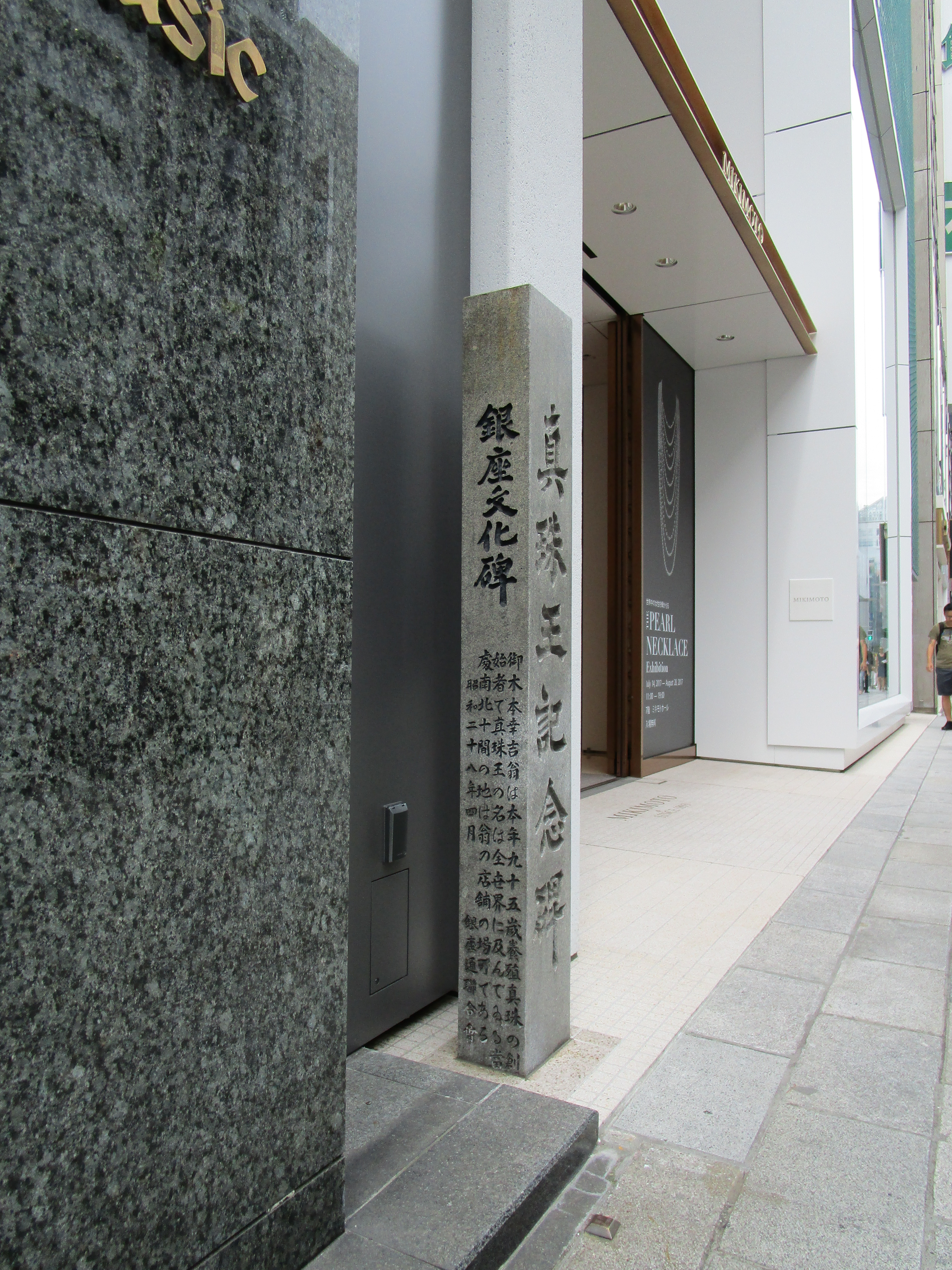
ミキモト本社にある「真珠王記念碑」

かつて真珠は天然産にのみ限られ、世界の市場を独占していたのはペルシア湾奥、特にクウェート沿岸地域であった。御木本の真珠養殖成功によりクウェートの真珠漁業は壊滅状態となり、別の収入源の確保に必死になったクウェート王家は、それまで拒んできた外資による石油探鉱を許可した。まもなく大規模油田が相次いで発見され、世界のエネルギー地図が塗り替えられて、20世紀は安価な石油の大量供給に立脚する「石油の世紀」となった。
1905年（明治38年）、幸吉はそれまでの真珠養殖の研究が認められ、明治天皇に拝謁する栄誉を与えられた。真珠の養殖はまだ完璧ではなく発展途上の段階であったが、幸吉は天皇に対し「世界中の女性の首を真珠でしめてご覧に入れます」と大見得を切り、周囲の人間を大いに慌てさせたが、幸吉はその後、真珠の養殖技術を完成させ、見事その言葉を実現させた。また、第二次世界大戦後、日本各地を行幸した昭和天皇が幸吉の所を訪れた際、93歳だった幸吉は「あんた、よく来てくれました。ありがとう、ありがとう」と言ったとされている。現人神だった天皇が人間宣言をし、それを独自の社交性をもって迎えた逸話として知られている。昭和天皇も、そんな幸吉に親近感をおぼえたと言われている。
幸吉は月1回、ミキモトの従業員と鰻丼を食す「どんぶり会」を開き、意見交換を行っていた。ウナギ登りに肖るのと真珠の天敵であるウナギを食べてしまうという意図があった。英虞湾に養殖場を開設して以降、幸吉は通り道のウナギ料理店・川うめに足しげく通い、店主に羽織を贈るなど贔屓にしていた。

## 伝記など
- 間々田隆『養殖真珠の発明者御木本幸吉』日本出版社 近世日本興業偉人伝 1942年
- 乙竹岩造『御木本幸吉』培風館 1948年／『伝記御木本幸吉』講談社 1960年
- 御木本隆三『御木本幸吉』時事通信社 一業一人伝 1961年
- 乙竹宏『御木本幸吉』国土社 少年伝記文庫 1962年
- 御木本美隆『御木本幸吉の思い出』御木本真珠島資料編纂室 1979年
- 笠原秀『志摩の海にかけた夢 真珠づくりに一生をささげた御木本幸吉』PHP研究所・こころのノンフィクション 1985年
- 乙竹あい『父、御木本幸吉を語る』御木本グループ 1993年

### 伝記小説
- 永井竜男『幸吉八方ころがし 真珠王・御木本幸吉の生涯』筑摩書房、1963年　のち文春文庫（副題は文庫）
- 源氏鶏太『真珠誕生 御木本幸吉伝』講談社 1980年